# Louth (grevskap)
Louth (iriska: Lú) är ett grevskap på Irland. Namnet kommer av byn med samma namn, vars namn i sin tur kommer från namnet på den forntida guden Lugh. Grevskapet är till storleken minst på Irland.
Huvudort är Dundalk.

## Städer och samhällen
- Ardee
- Drogheda
- Dundalk